# A Bear Escape
A Bear Escape è un cortometraggio muto del 1912 diretto e interpretato da Mack Sennett con Fred Mace e Ford Sterling. Prodotto dalla Keystone, il film uscì nelle sale il 25 novembre 1912, distribuito dalla Mutual Film.